# غريدي تيت
غريدي تيت (بالإنجليزية: Grady Tate)‏ هو مغني أمريكي، ولد في 14 يناير 1932 في درم في الولايات المتحدة، وتوفي في 8 أكتوبر 2017 في نيويورك في الولايات المتحدة بسبب مرض آلزهايمر.

## وصلات خارجية
- غريدي تيت على موقع IMDb (الإنجليزية)
- غريدي تيت على موقع ميوزك برينز (الإنجليزية)
- غريدي تيت على موقع أول ميوزيك (الإنجليزية)
- غريدي تيت على موقع ديسكوغز (الإنجليزية)
- غريدي تيت على موقع قاعدة بيانات الفيلم (الإنجليزية)